# Aplicație mobilă
Aplicația mobilă, denumită și aplicație mobilă sau pur și simplu o aplicație, este un program pe calculator sau o aplicație software concepută pentru a rula pe un dispozitiv mobil, cum ar fi un telefon, o tabletă sau un ceas. Aplicațiile au fost destinate inițial pentru asistență în materie de productivitate, cum ar fi date de e-mail, calendar și baze de date de contact, dar cererea publică pentru aplicații a provocat o extindere rapidă în alte domenii precum jocuri mobile, automatizare din fabrică, GPS și servicii bazate pe locație, urmărirea comenzilor și bilet achiziții, astfel încât există acum milioane de aplicații disponibile. Aplicațiile sunt descărcate în general de pe platformele de distribuție a aplicațiilor care sunt operate de proprietarul sistemului de operare mobil, cum ar fi App Store (iOS) sau Google Play Store. Unele aplicații sunt gratuite, iar altele au un preț, profitul fiind împărțit între creatorul aplicației și platforma de distribuție. Aplicațiile mobile sunt adesea în contrast cu aplicațiile desktop care sunt proiectate pentru a rula pe computere desktop și aplicațiile web care rulează în browserele web mobile mai degrabă decât direct pe dispozitivul mobil.

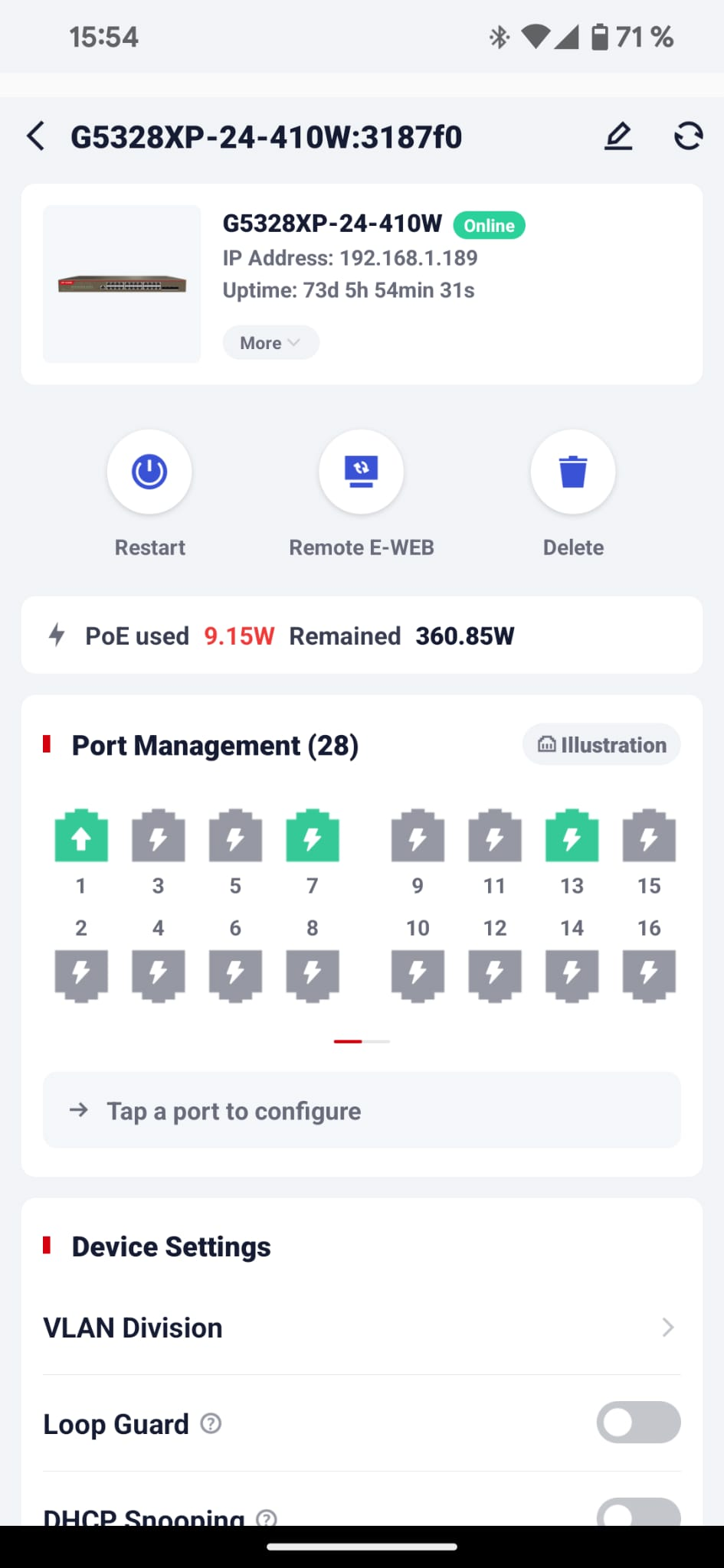
O aplicație de smartphone pentru Android. Unele aplicații, ca aceasta de exemplu, permit funcții de gestionare a unui dispozitiv de rețea, precum un switch. Aceste tipuri de aplicații se numesc aplicații utilitare.

În 2009, cronicarul tehnologic David Pogue a declarat că smartphone-urile pot fi poreclite „telefoane cu aplicații” pentru a le distinge de smartphone-urile mai puțin sofisticate anterioare. Termenul „aplicație”, scurt pentru „aplicație software”, a devenit de atunci foarte popular; în 2010, a fost listat drept „Cuvântul anului” de către American Dialect Society.

## Aplicație PWA
Aplicația PWA (Progressive Web Application) reprezintă un program creat în baza codurilor HTML, CSS, Java Script, JSON și pot fi descărcate direct de pe site-ul producătorului. Aceste aplicații nu necesită o platformă de distribuție ca Google Play sau App Store de la Apple.
Aplicațiile PWA sunt funcționale chiar și in modul offline pe platformele care suportă activitatea unui browser, deoarece folosesc browserele pentru a rula. Ca rezultat, din perspectiva utilizatorilor, funcționarea unei aplicații PWA nu se deosebește de funcționarea unei aplicații native.

## Legături externe
- Materiale media legate de aplicație mobilă la Wikimedia Commons